# А-душ-Куньядуш
А-душ-Кунья́душ (порт. A dos Cunhados) — район (фрегезия) в Португалии, входит в округ Лиссабон. Является составной частью муниципалитета Торриш-Ведраш. По старому административному делению входил в провинцию Эштремадура. Входит в экономико-статистический субрегион Оэште, который входит в Центральный регион. Население составляет 6936 человек на 2001 год. Занимает площадь 43,98 км².
Покровителем района считается Дева Мария (порт. Nossa Senhora da Luz).